# Chile en los Juegos Olímpicos de Atenas 2004
La participación de Chile en los Juegos Olímpicos de Atenas 2004 fue la vigésima actuación olímpica de ese país y la decimoquinta oficialmente organizada por el Comité Olímpico de Chile (COCh). La delegación chilena estuvo compuesta de 22 deportistas —16 hombres y 6 mujeres — que compitieron en 11 de los 28 deportes reconocidos por el Comité Olímpico Internacional (COI) en los Juegos Olímpicos de verano.

## Medallero
| Medalla           | Nombre                            | Deporte | Evento               | Fecha        |
| ----------------- | --------------------------------- | ------- | -------------------- | ------------ |
| Medalla de oro    | Nicolás Massú                     | Tenis   | Individual masculino | 22 de agosto |
| Medalla de oro    | Nicolás Massú & Fernando González | Tenis   | Dobles masculino     | 21 de agosto |
| Medalla de bronce | Fernando González                 | Tenis   | Individual masculino | 21 de agosto |

## Diplomas olímpicos
| Nombre           | Deporte    | Evento              | Posición  | Fecha |
| ---------------- | ---------- | ------------------- | --------- | ----- |
| Johnnathan Tafra | Piragüismo | C1 1000 m Masculino | 8º puesto |       |

## Tenis en Atenas 2004
Los tenistas Nicolás Massú y Fernando González avanzaron a la final en dobles, y en un juego de cinco sets derrotaron a la dupla alemana compuesta por Nicolas Kiefer y Rainer Schüttler, obteniendo la primera medalla de oro en la historia olímpica de Chile. El partido comenzó aproximadamente a las 11 p. m. en Atenas y duró 3 horas y 43 minutos, para finalizar poco antes de las 3 a. m. del 22 de agosto.
Massú volvió a jugar al día siguiente, esta vez por el oro en individuales, logrando derrotar tras cinco sets y casi cuatro horas de partido al estadounidense Mardy Fish. González completó la hazaña chilena al ganar la medalla de bronce.